# Le Breuil (Ródano)
Le Breuil é uma comuna francesa na região administrativa de Auvérnia-Ródano-Alpes, no departamento de Ródano. Estende-se por uma área de 5,63 km². Em 2010 a comuna tinha 547 habitantes (densidade: 97,2 hab./km²).